# Sandy Lake, Ontario
Sandy Lake är en sjö i Kanada.   Den ligger i Kenora District och provinsen Ontario, i den sydöstra delen av landet, 1 500 km nordväst om huvudstaden Ottawa. Sandy Lake ligger 272 meter över havet. Arean är 112 kvadratkilometer. Den sträcker sig 8,5 kilometer i nord-sydlig riktning, och 31,2 kilometer i öst-västlig riktning.
Trakten runt Sandy Lake är nära nog obefolkad, med mindre än två invånare per kvadratkilometer.